# Saint-Georges-de-Gréhaigne

Saint-Georges-de-Gréhaigne este o comună în departamentul Ille-et-Vilaine, Franța. În 1 ianuarie 2022 avea o populație de 377 de locuitori.